# شرق میدلند، نیو ساوت ولز
شرق میدلند (به انگلیسی: East Maitland) یک حومه شهر در استرالیا است که در City of Maitland واقع شده‌است.

## جمعیت
براساس سرشماری سال ۲۰۱۶ در شرق میدلند جمعیت ۱۱٬۷۸۲ نفر بوده‌است.
- جمعیت بومیان و ساکنان جزایر تورس ۴/۴٪ جمعیت را در بر می‌گرفت.
- ۸۵٫۵٪ از مردم در استرالیا متولد شده‌اند. کشورهایی که بیشترین آمار تولد در کشور را دارند، انگلستان ۲٫۰٪ و نیوزیلند ۰٫۹٪ بوده‌است.
- ۹۰٫۲٪ از مردم تنها در زبان انگلیسی صحبت می‌کنند.
- متداول‌ترین مذهب کاتولیک ۲۶٫۰٪، بدون مذهب ۲۴٫۶٪ و آنجلیکان ۲۲٫۷٪.